# Carolus Magnus (Spiel)
Carolus Magnus, Eigenschreibweise Carolvs Magnvs, ist ein Brettspiel des Spieleautors Leo Colovini für zwei bis vier Spieler, das im Jahr 2000 im Verlag Winning Moves erschien. Das Spiel behandelt die Forderung des Kaisers Karl der Große an seine Erben, die Provinzen des Kaiserreichs zu sichern und aufzuwerten, wodurch sie die Unterstützung der fränkischen Adelsfamilien brauchen.
Im Erscheinungsjahr wurde das Spiel neben Torres und Ohne Furcht und Adel für das Spiel des Jahres nominiert und wurde beim Deutschen Spielepreis auf Platz 7 gewählt.

## Hintergrund und Spielmaterial
In Carolus Magnus spielen die Mitspieler die Rolle der Erben von Karl dem Großen, die die Aufgabe haben, die Provinzen des Kaiserreichs zu stärken und aufzuwerten. Ihre Aufgabe ist es, diese zu verbünden und mithilfe der Unterstützung der fränkischen Adelshäuser zu sichern.
Das Spielmaterial besteht neben der Spielanleitung aus:
- 15 Spielplan-Elementen, die jeweils einzelne Provinzen darstellen,
- 5 Zahlenscheiben-Sets mit den Zahlen 1 bis 5,
- 4 Karten, die den Burghof der Spieler darstellen,
- 200 Holzklötzchen in 5 Farben, die die Ritter der Adelsfamilien darstellen,
- eine Holzfigur zur Darstellung von Karl dem Großen,
- vier Farbwürfel mit den Farben der 5 Adelsfamilien und einer Krone,
- fünf Zylinder in den Farben der Adelsfamilien,
- 30 Burgen in schwarz, weiß und grau, sowie
- 2 Leinensäckchen.

## Spielweise
Das Basisspiel ist für zwei oder drei Spieler angelegt, wobei sich die Regeln jeweils etwas unterscheiden. Beim Spiel mit vier Spielern bilden jeweils zwei Spieler ein Team.

### Spielvorbereitung
Zu Beginn des Spiels werden die 15 Spielplan-Elemente in einem Kreis mit Zwischenräumen auf der Spielfläche ausgelegt. Die Figur von Karl dem Großen kommt auf eine beliebige der Provinzen und die 200 Holzwürfelchen werden in die Mitte des Kreises geschüttet. Aus diesem Depot nehmen die Mitspieler je drei Klötzchen jeder Farbe und verteilen sie zufällig auf die Provinzen, sodass am Ende auf jeder Provinz ein Klötzchen liegt. Die Spieler bekommen je 10 Burgen einer Farbe (bei drei Spieler 8 Burgen pro Farbe), ein Set aus fünf Zahlenscheiben und einen Burghof. Die Farbzylinder und die Würfel kommen ebenfalls in die Mitte des Provinzkreises. Beim Spiel mit zwei Spielern werden drei Würfel verwendet, im Spiel zu drei oder vier Spielern alle vier Würfel.
Zuletzt erwürfeln die Spieler jeweils sieben Farbwürfel aus dem Vorrat als erste Ritter-Reserve (bei drei Spielern neun Farbwürfel). Würfeln sie dabei eine Krone, dürfen sie sich eine Farbe aussuchen. Den Burghof legen die Spieler so vor sich ab, dass daneben Platz für angelegte Holzklötzchen bleibt.

### Spielablauf
Die einzelnen Spielrunden bestehen jeweils aus einer Vorbereitungs- und einer Aktionsphase. In der Vorbereitungsphase werden die jeweilige Spielerreihenfolge und die Zugweite der Kaiserfigur bestimmt. In der Aktionsphase bringen die Spieler Ritter ins Spiel, versetzen den Kaiser und bauen ihre Burgen.
Vorbereitungsphase
In der Vorbereitungsphase wählen die Spieler jeweils einen Chip von ihren Zahlenchips und legen diesen offen vor sich ab. Dabei wählt zuerst der Spieler einen Chip aus, der in der letzten Runde die niedrigste Zahl gewählt hatte (in der ersten Runde wird ausgelost), danach folgen die anderen Spieler entsprechend der Chips der Vorrunde. Dabei darf nie ein Spieler die gleiche Zahl wählen wie seine Gegner. Gelegte Zahlen werden zur Seite gelegt, bis alle fünf Zahlen einmal eingesetzt wurden.
Über die Zahlen wird die Spielerreihenfolge sowie die Zugweite des Kaisers bestimmt. Der Spieler mit dem niedrigsten Wert beginnt die Runde. Zudem gibt der Wert an, wie viele Schritte der jeweilige Spieler den Kaiser maximal ziehen darf.
Aktionsphase
Die Aktionsphase ist mehrteilig. Der aktive Spieler beginnt, indem er aus seiner Reserve drei (bei drei Spielern vier) Ritter ins Spiel bringt. Er kann diese entweder auf den Provinzen platzieren oder an seinen Burghof anlegen:
- Entscheidet er sich für letzteres, legt er den Ritter neben den entsprechenden farbigen Punkt an seinen Burghof an. Er versucht auf diese Weise, die Kontrolle über die Adelsfamilien zu erlangen, indem er für die jeweilige Farbe jeweils mehr Ritter am Burghof hat als sein(e) Gegner. Sobald ein Spieler mehr Ritter einer Farbe am Burghof hat, bekommt er den entsprechenden Zylinder und stellt ihn auf den Punkt auf seinem Burghof. Er behält diesen (und damit die Kontrolle), bis ein Gegner mehr Ritter dieser Farbe vorweisen kann.
- Entscheidet er sich für eine der Provinzen, bereitet er damit die Übernahme dieser Provinz vor. Die Provinzen werden jeweils durch die Ritter kontrolliert, deren Farbe am meisten vertreten ist. Der Spieler, der an seinem Burghof die Farbe kontrolliert, kontrolliert damit auch die Provinzen.

Hat der Spieler seine Ritter ins Spiel gebracht, zieht er den Kaiser um maximal so viele Felder vorwärts, wie sein Chip angezeigt hat. Hat der Spieler die Kontrolle über die Mehrheit der Ritter in der Provinz, in der die Figur stehen bleibt, platziert er dort eine Burg seiner Farbe. Hat der Gegner die Mehrheit und damit die Kontrolle über diese Provinz, darf dieser dort eine Burg platzieren. Bei einem Gleichstand oder im Falle, dass keiner der Spieler die mehrheitlich vorhandene Farbe kontrolliert, wird keine Burg gebaut. Endet der Zug des Kaisers in einer Provinz, in der bereits eine Burg steht, wird diese wie ein Ritter des kontrollierenden Spielers gewertet. Hat dieser Spieler jedoch trotz der Burg nicht mehr die Mehrheit oder zumindest gleich viele Ritter, übernimmt der Gegner die Provinz und tauscht die Burgen aus.
Wird eine Burg in einer Provinz gebaut, deren Nachbarprovinz(en) bereits eine Burg der gleichen Farbe besitzt, werden die Provinzen zu Regionen vereint und zusammengeschoben. Alle Ritter und Burgen verbleiben in der neuen Region und werden in späteren Zügen für neue Mehrheiten gewertet. Wird die Mehrheit abgegeben, können in der Region auch mehrere Burgen übernommen werden.
Am Ende seines Zuges würfelt der Spieler alle verfügbaren Farbwürfel und füllt seine Reserve entsprechend der Ergebnisse wieder auf. Haben beide Spieler nacheinander ihre Aktionsphase beendet, beginnt die neue Runde.

### Spielende und Auswertung
Das Spiel endet nach dem Zug, in dem ein Spieler seine zehnte Burg (bei drei Spieler die achte) errichtet hat oder wenn nach dem Zusammenführen nur noch weniger als vier Provinzen vorhanden sind. Es gewinnt der Spieler, der die meisten Burgen errichtet hat.

## Spiel im Team
Beim Spiel mit vier Spielern bilden jeweils zwei ein Team. Sie nehmen gemeinsam die zehn Burgen einer Farbe und versuchen, diese aufzubauen. Dabei hat jeder Mitspieler einen eigenen Burghof und alle Mehrheiten beziehen sich immer nur auf den jeweiligen Burghof, bei der Bewertung der Vorherrschaft über eine Provinz oder Region werden jedoch die Mehrheiten beider Teamspieler addiert und eine entsprechende Burg gebaut. Auch die Spielerreihenfolge wird individuell durch die Wahl der Zahlenplättchen festgelegt und Teamspieler können entsprechend auch direkt nacheinander spielen. Eine strategische Absprache zwischen den Spielern ist allerdings nicht vorgesehen.

## Ausgaben und Rezeption
Das Spiel Carolus Magnus wurde von Leo Colovini entwickelt und im Jahr 2000 bei seinem Kleinverlag Venice Connection mit Alex Randolph auf Englisch, Französisch und Italienisch sowie auf Deutsch im Verlag Winning Moves veröffentlicht. Im selben Jahr wurde das Spiel zudem bei Rio Grande Games sowie  veröffentlicht. Colovini selbst schloss sein Geschichtsstudium mit einer Arbeit über Karl den Großen und die Langobarden in Italien ab.
Das Spiel wurde 2000 neben Torres und Ohne Furcht und Adel für den Spielepreis Spiel des Jahres nominiert. Die Jury begründete die Aufnahme wie folgt:

„In CAROLUS MAGNUS sind Glückselemente und Strategie gleichermaßen vorhanden. Es lässt sich von 2 bis 4 Personen spielen und ist bei jeder Spielerzahl völlig anders. Zu zweit ist es ein schnelles Taktikspiel, zu dritt muss man schauen, dass man sich nicht zu früh in den Vordergrund drängt, und zu viert spielt man in Teams, die ihre Höfe getrennt halten, aber auf dem Spielfeld gemeinsam agieren. Spannend ist es in jeder Variante, das schöne Spielmaterial und die eindrucksvolle Schachtelgraphik untermalen die Spielstimmung.“

Im Team hatten Colovini und Randolph bereits 1987 mit Inkognito eine Auszeichnung als Spiel des Jahres mit dem Sonderpreis „Schönes Spiel“ erhalten. Carolus Magnus veröffentlichte Colovini zudem 1200 Jahre nach der Kaiserkrönung von Karl dem Großen im Jahr 800, wodurch er dieses Krönungsjubiläum würdigte und zugleich nutzte.
Beim Deutschen Spiele Preis 2000 errang das Spiel den Platz 7. In einem Rückblick im Jahr 2020 lobte der Spielekritiker Wieland Herold das Spiel als „gelungenes Spiel, es besticht durch sein hervorragendes Spielmaterial und durch die Dynamik des Spielablaufs. Nicht alles ist planbar, so muss der Rittervorrat nachgewürfelt werden, aber auch dieses Glückselement trägt zur Spielspannung bei.“

## Belege
1. 1 2 3 4 5 6 7 8 9 10 11 12 13  Spielregeln für Carolus Magnus, Winning Moves 2000.
2. ↑  
Versionen von Carolus Magnus in der Datenbank BoardGameGeek; abgerufen am 26. Dezember 2020.
3. 1 2 3  Carolus Magnus auf der Website des Spiel des Jahres e.V.; abgerufen am 26. Dezember 2020.
4. ↑  Wieland Herold: Carolus Magnus im Blog Mit 80 Spielen durch das Jahr, 26. April 2020; abgerufen am 26. Dezember 2020.